# Evgen Lovšin
Evgen Lovšin, slovenski ekonomist, prostozidar, predavatelj in planinski pisatelj, * 27. september 1895, Vinica, † 8. december 1987, Ljubljana.

## Življenjepis
Lovšin je bil v letih 1912 do 1914 med ustanovitelji in voditelji dijaške projugoslovanske revolucionarne organizacije Preporod in bil zato leta tik pred maturo izključen iz gimnazije ter obsojen in pol leta zaprt. Leta 1920 je  diplomiral na Visoki šoli za svetovno trgovino na Dunaju. Pred vojno je služboval v Ljubljani (Jadranska banka, Pokojninski zavod za nameščence), Beogradu in Zagrebu, po vojni pa je bil najprej delegat ministrstva za industrijo pri Trboveljski premogokopni družbi, nato je pa od leta 1949 do 1965 delal na Inštitutu za ekonomiko in organizacijo podjetij na Ekonomski fakulteti v Ljubljani, kjer je od 1947 tudi predaval od 1962 kot višji predavatelj.
Kot član kulturno-literarne komisije pri PZS se je Lovšin ukvarjal z zgodovino planinstva v Sloveniji oziroma odkrivanja Julijskih Alp (uredil je publikacijo Valentin Stanič, prvi alpinist v Vzhodnih Alpah). Objavil je več knjig in preko 30 člankov, največ v Planinskem vestniku. Bil je častni član PD Ljubljana-Matica; prejel je srebrni in zlati znak PZS.
Vladimir Šubic mu je zgradil vilo, ki nosi njegov priimek.